# Jonas Savimbi
Jonas Malheiro Savimbi (3 tháng 8 năm 1934 - 22 tháng 2 năm 2002) là nhà lãnh đạo chính trị và quân sự người Angola. Ông là người sáng lập và là người lãnh đạo của Liên minh Quốc gia vì sự độc lập toàn vẹn của Angola (UNITA
).